# Этна (нимфа)
Этна (др.-греч. Αἴτνη) — персонаж древнегреческой мифологии. Сицилийская нимфа, которую полюбил Зевс. Её поглотила земля, но затем из земли вышли близнецы Палики. Миф излагался в трагедии Эсхила «Этнеянки» (фр.6, 281а Радт).
У других авторов именуется Талия (Фалия). Согласно историку Силену (ссылка у Стефана Византийского), отец Паликов — Гефест, либо отождествлённый с ним местный бог Адран.
Либо Талия — дочь Гефеста, отождествлявшаяся с Этной. По другому мифу, Талия — это нимфа, возлюбленная Дафниса (по другим, возлюбленная Дафниса носила имя Пимплеида).
Именем Этны назван один из спутников Юпитера.